# König Pausole
König Pausole ist ein 1932 entstandener österreichisch-französischer Spielfilm von Alexis Granowsky mit Emil Jannings in der Titelrolle, gestaltet nach dem 1901 erschienenen französischen Roman Die Abenteuer des Königs Pausole.

## Handlung
Der gemütlich-friedfertige König Pausole regiert ein Fantasieland namens Trypheme. Dies liegt fernab von allem, auf einer Insel, die auf keiner Karte verzeichnet ist. Der gutmütige Monarch ist die Liebenswürdigkeit in Person, besitzt einen stolzen Harem von 365 ihm angetrauten Frauen, sodass er das ganze Jahr jeden Tag eine neue Königin, ein neues Gesicht um sich haben könnte …, wenn er denn wollte. Diese Freiheiten genießen auch alle anderen Bürger Tryphemes, die Königinnen hingegen nicht. Sie sind dazu verdammt, nur einem Manne treu zu sein, ihrem fröhlichen Monarchen. Sein despotischer Kanzler Taxis und die Obergouvernante Perchuque achten streng darauf, dass die erzwungene Sittsamkeit auch eingehalten wird.
Die hübsche Diane, die heute seine ganz persönliche „Königin eines Tages“ sein soll, bemüht sich wie schon die anderen Frau zuvor, hartnäckig um Pausole, doch auch sie beißt sich an ihm die Zähne aus. Denn den dicken König plagt derzeit nur eine Sorge, und zwar die um seine Tochter Aline. Die, soeben 18 Jahre alt geworden, hat sich nämlich unsterblich in den schmucken Sportflieger Giglio verliebt, der mit seiner Maschine soeben am Badestrand der Königinnen auf dem winzigen Eiland gelandet ist. In den Harem einzudringen, ist natürlich streng verboten, und so wird Giglio im Gefängnis des Landes „eingesperrt“, das so frei und so menschenfreundlich ist wie alles in Trypheme: keine Mauern, keine Gitter, dafür ein Swimmingpool im Innenhof. Pausole lädt den dreisten jungen Mann zur Feier anlässlich Alines Geburtstag ein. Dort versucht Aline ihrem Vater klarzumachen, dass auch sie sich in Giglio verliebt hat. Doch sie wird nicht zu ihm vorgelassen.
Daraufhin entflieht Aline, zusammen mit ihrer besten Freundin Mirabelle, den eng gewordenen Palastmauern. Sie ist nur bereit heimzukehren, wenn Giglio sie holt. Pausole macht sich sofort auf die Suche nach seinem eigen Fleisch und Blut, und auch Giglio will sie unbedingt finden. Dem korpulenten König ist die Reise und Sucherei aber bald lästig, und er überlässt Giglio allein die Nachforschungen, während er mit seiner eintägigen Königin Diana zurückbleibt und sich allmählich an den Gedanken gewöhnt, diese Frau für immer um sich zu haben. Derweil proben daheim, hinter den Palastmauern, die verbliebenen 364 Haremsdamen bzw. „Königinnen für einen Tag“, den Aufstand. Sie sind all diese Bevormundungen und Gängeleien von Taxis und Perchuque leid. Auch der von seiner Reise heimgekehrte Pausole ist zu der Erkenntnis gelangt, dass 365 Frauen definitiv zu viel für einen Mann sind. Nachdem Taxis in die Verbannung geschickt worden ist, will er fortan nur noch Diana und sonst keine. Und da sich Aline und Giglio gefunden haben, braucht er sich um seine Nachfolge auch keine Sorgen mehr machen.

## Produktionsnotizen
Der Film wurde von September bis Ende November 1932 im Tobis-Sascha-Atelier in Wien und anschließend (Mitte Dezember 1932) in den Studios Billancourt in Paris gedreht. Die Außenaufnahmen entstanden in Antibes am Mittelmeer. Die österreichischen Produktionspartner hatten sich an diesem Film in der Erwartung beteiligt, mit Emil Jannings als Star einen gesicherten Kassenerfolg in Deutschland landen zu können. Doch kurz nach Drehende ergriffen in Berlin die Nationalsozialisten die Macht. Die neue Zensurbehörde verweigerte die Aufführung (wohl aus moralischen Gründen) von König Pausole im Reich, und so erlebte der Film seine deutschsprachige Uraufführung im Rahmen einer feierlichen Premiere am 30. August 1933 um 21:15 Uhr im Wiener Kino Löwe in Anwesenheit von Emil Jannings. Massenstart war am Tag darauf. In Frankreich lief der Streifen am 15. Dezember 1933 an.
Die Bauten wurden von Pierre Schildknecht und Marcel Vertès gestaltet. Jannings wirkte auch in der für den englischsprachigen Markt hergestellte Version The Merry Monarch, während seine Rolle in der französischen Originalfassung von André Berley verkörpert wurde. Keiner der drei Fassungen war ein großer (kommerzieller wie Kritiker-)Erfolg beschieden.

## Musiktitel
Diese beiden Musiktitel wurden gespielt:
- Hörst Du, wie leise der Nachtwind rauscht?
- Von Dir hab’ ich geträumt

Veröffentlicht wurden sie vom Dacapo-Verlag, Wien.

## Kritiken
In der Neuen Freien Presse ist zu lesen: „Die Legenden, die im Atelier erzählt wurden, haben keineswegs geflunkert oder übertrieben. Alles stimmt. Verschwenderisch sind Riesensummen an das Filmwerk gewendet. Bezaubernde Szenerien der Riviera erscheinen auf der Leinwand. (…) Dennoch, dennoch wird man enttäuscht. Die Kenner der Filmkunst müssen sich einer immer stärker werdenden Traurigkeit mühselig erwehren und das Kinopublikum weiß mit diesem König Pausole nicht viel anzufangen. Da ist vor allem Emil Jannings. Er steht beständig am Anfang einer großen Rolle, die ihm vortrefflich zu liegen scheint und die in seiner Darstellung denkwürdigen Lacherfolg verspricht. Aber es bleibt bei diesem Versprechen. Jannings darf immer nur die allererste Szehne spielen … die nichts weiter hergibt als einen ersten Umriß, einen ersten Vorgeschmack, einen Begriff der Gestalt (…) … doch im Prunk der Ausstattung verschwand Parodie, Handlung und die Titelrolle. Jannings blieb passiv. Er konnte nicht anders. Hatte keine Gelegenheit, mehr zu zeigen. (…) Als ein Besessener hat Granowsky die Regie geführt. Man kennt seine rauschartige, seine originelle Besessenheit vom Theater her. Diesmal waren ihm unbeschränkte Mittel zur Verfügung gestellt und er hat seiner inneren Vision keinerlei Zwang auferlegt. (…) Doch … es fehlte an der Dramaturgie. Genauer: an der Filmdramaturgie! Die Handlung blieb rudimentär. (…) Das Parodistische, den Humor, die tollen Verwicklungen, zu denen der Hof des Königs Pausole so zahllose Möglichkeiten bietet, hat dieser Film ganz beiseite gelassen. Trotzdem hat dieser Film die hervorragenden künstlerischen Qualitäten Granowskys wieder glänzend bewiesen.“
Paimann’s Filmlisten resümierte: „Dominierend: die Aufmachung: Massenszenen, stets im Fluß gehalten. Stilisiert, ebenso wie die groß angelegten, trotz ihres karikaturistischen Grundcharakters die verschiedenen Örtlichkeiten differenzierenden Bauten. Ungenutzter Aufwand, da alles bunt, bilderbuchartig geboten, statt in optischer Synthese handlungsfördernd verwandt zu werden. Selten ein dramatischer Ansatz, nirgends Gelegenheit für das Ensemble, selbst für einen Jannings, sich darstellerisch auszuleben. Nur Bemerkungen, Satzfragmente als spärlicher Dialog. Manch gelungener Bildeinfall, manch akustisches Aperçu in der, das Gehaste der Massenbewegung noch unterstreichenden, selten Ruhepunkte bietenden Musik (Rathaus). Saubere Bild- und Tontechnik. Plus und Minus gegeneinander abgewogen, lediglich ein guter Mittelfilm.“
Die Österreichische Film-Zeitung schrieb: Das Märchenland Trypheme bietet der Phantasie des Regisseurs Alexis Granowsky größte Möglichkeiten zu unerhörter Prachtentfaltung. Eine zauberhafte Landschaft bildet den Schauplatz der durch zahllose schöne Frauen ausgeführten originellen, revueartigen Szenen. Den König Pausole verkörpert Emil Jannings, ausgezeichnet auch in seiner ersten humoristischen Rolle. (…) Die lebensfrohe Atmosphäre des Films wird von der eigenwilligen, originellen Musik von Karol Rathaus wirksam unterstrichen.